# Ли Сыгуан
Ли Сыгуа́н (кит. упр. 李四光, пиньинь Lǐ Sìguāng, др. имена: Ли Чжункуй (李仲揆), Ли Чжунгун (李仲拱); 26 октября 1889 — 29 апреля 1971) — китайский геолог, основатель китайской геомеханики, член Китайской академии наук, иностранный член Академии наук СССР (1958). По национальности монгол.

## Биография
Родился в уезде Хуанган (совр. уезд Туаньфэн) пров. Хубэй. С пятилетнего возраста обучался в частной школе своего отца. Прожил в деревне около 14 лет, после чего сменил своё монгольское родовое имя Кули (库里) или Ку (库) и отправился продолжать учёбу.
После Тайпинского восстания, по инициативе Управления по иностранным делам (Янъупай, кит. 洋务派), в провинции Хубэй было открыто множество учебных заведений, в которых преподавалась «новая наука» (западная наука в отличие от традиционной китайской). В 1904 году благодаря отличной успеваемости Ли Сыгуан был направлен в Японию, где обучался в Высшей школе судостроения г. Осака. В этот период попал под влияние националистических идей и антиманьчжурских настроений и в августе 1905 года в Токио присоединился к возглавляемому Сунь Ятсеном союзу Тунмэнхой, став самым молодым его членом.
В 1910 году возвратился в Китай. После Учанского восстания был назначен советником Финансового управления хубэйского военного правительства, затем избран министром промышленности и торговли. После того, как к власти пришёл Юань Шикай и члены революционных партий подверглись притеснениям, Ли Сыгуан вновь покинул страну. Учился в Бирмингемском университете, в 1918 году получил степень магистра. По пути из Англии проездом посетил Москву, чтобы лучше разобраться в положении дел в России после Октябрьской революции.
В 1920 году Ли Сыгуан стал профессором, а затем деканом геологического факультета Пекинского университета.
В январе 1928 года назначен директором Института геологии Центральной академии. В этом же году переведён в Нанкин на должность директора Института геологии Центральной академии, позже избран председателем Китайского геологического общества. Неоднократно выезжал в Европу и США с лекциями, принимал участие в научных конференциях и исследованиях по геотектонике.
В 1931 году получил степень доктора естественных наук в Бирмингемском университете.
С 1934 по апрель 1936 года преподавал в Англии. Получил степень доктора философских наук в Университете Осло.
В ноябре 1937 года переведён в г. Гуйлинь, куда переехал возглавляемый им Институт геологии Центральной академии.
В Августе 1948 года участвовал в 18-м международном конгрессе геологов, прошедшем в Лондоне.
Осенью 1949 года, после образования КНР, находящийся за границей Ли Сыгуан получил приглашение стать членом НПКСК. Получив это известие, он был готов без промедления вернуться в Китай. Однако это время его лондонский друг сообщил ему по телефону, что посол Гоминьдановского правительства в Лондоне получил секретное предписание, согласно которому, Ли Сыгуан должен публично отказаться от приглашения, в противном случае он подлежит аресту. Вовремя приняв решение, он в одиночку выехал из Лондона во Францию. Через две недели жена Ли Сыгуана Сюй Шубинь получила от него письмо, в котором говорилось, что он уже находится в г. Базель на границе Швейцарии и Германии. В Базеле супруги купили билет на пароход, отправлявшийся из Италии в Гонконг, и в декабре 1949 года тайно отправились в Китай.
В мае 1950 года Ли Сыгуан вернулся в Пекин, где принял участие во втором заседании НПКСК 1-го созыва. Был назначен вице-президентом Академии наук Китая, председателем Руководящей комиссии по планированию работ в области геологии, а также председателем Всекитайской ассоциации естественных наук.

## Труды

### Сочинения в русском переводе
- Геология Китая. — М., 1952
- Вихревые структуры и другие проблемы, относящиеся к сочетанию геотектонических систем Северо-Западного Китая. — М., 1958.